# Kepler-50
Kepler-50 — звезда, которая находится в созвездии Лебедя на расстоянии около 1196 световых лет от нас. Вокруг звезды обращаются, как минимум, две планеты.

## Характеристики
Kepler-50 представляет собой звезду несколько горячее и ярче Солнца. Впервые в астрономической литературе упоминается в каталоге 2MASS, опубликованном в 2003 году. Масса звезды равна 1,23 солнечной, а радиус — 1,88 солнечного. Температура поверхности звезды составляет приблизительно 6058 кельвинов.

## Планетарная система
В 2012 году было объявлено об открытии двух планет, вращающихся вокруг Kepler-50.